# Theridion kraussi
Theridion kraussi är en spindelart som beskrevs av Marples 1957. Theridion kraussi ingår i släktet Theridion och familjen klotspindlar.
Artens utbredningsområde är Fiji. Inga underarter finns listade i Catalogue of Life.